# Tone Sekelius

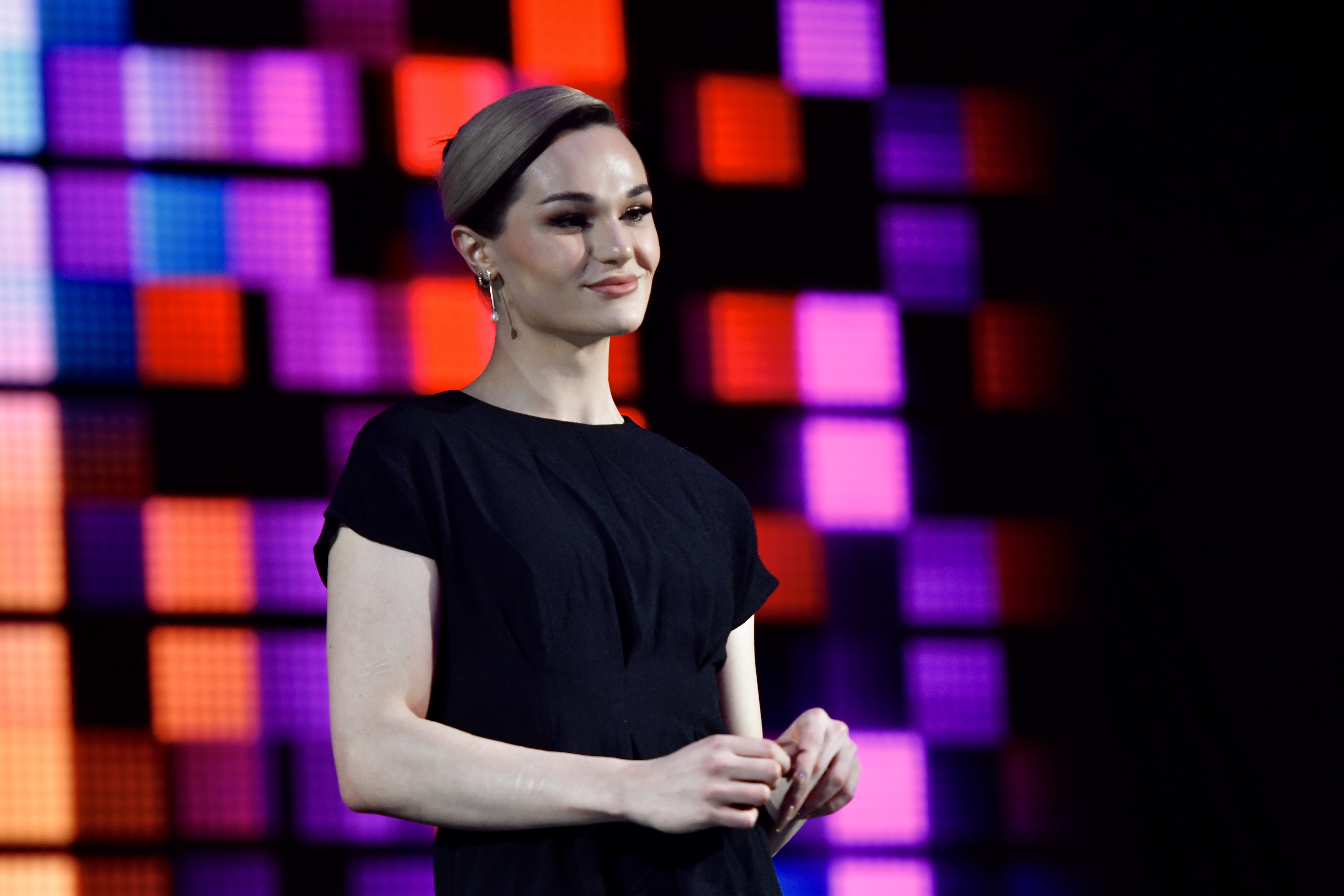
Tone Sekelius, 2022

Tone Sekelius (* 16. Juli 1997) ist eine schwedische Influencerin, Sängerin und Moderatorin.

## Leben
Sekelius wuchs in der Stadt Växjö auf. Sekelius begann, zu dieser Zeit noch in der Rolle als Mann, auf YouTube Videos zu veröffentlichen. Dabei handelte es sich unter anderem um Schminktutorials. Im Februar 2017 veröffentlichte Sekelius ihre Debütsingle Awakening, in der sie über ihr Coming-out als homosexuelle Person sang. Das Lied konnte sich in den schwedischen Musikcharts platzieren. Im selben Monat wurde Sekelius bei der QX Gaygala als LGBTQ-YouTuberin des Jahres ausgezeichnet. Sekelius stand im Jahr 2017 zudem hinter One More in the Crowd, dem offiziellen Lied für die schwedischen Prideveranstaltungen des Jahres. Im Februar 2021 veröffentlichte sie ein Video, in dem Sekelius erklärte, eine trans Frau zu sein, und nannte Tone Sekelius als ihren neuen Namen. Zudem wurde der Dokumentarfilm Hej, jag heter Tone (deutsch Hi, ich heiße Tone) veröffentlicht, der Sekelius bei ihrem Comingout-Prozess begleitete.
Im Jahr 2022 nahm Sekelius am Melodifestivalen 2022, dem schwedischen Vorentscheid für den Eurovision Song Contest, teil. Sie trat dort mit dem von ihr gemeinsam mit Anderz Wrethov geschriebenen Lied My Way im zweiten Teilwettbewerb an. Dort konnte sie sich nicht direkt für das Finale, jedoch für das Halbfinale qualifizieren. Im Halbfinale gelang ihr mit den meisten Stimmen des Abends die Qualifikation für das Finale. Dort erreichte sie den fünften Platz. Bei der QX Gaygala wurde Sekelius im April 2022 als LGBTQ-Person des Jahres ausgezeichnet. Sekelius wurde Moderatorin der im Herbst 2022 ausgestrahlten Realityshow Paradise. Im Jahr 2023 nahm sie am Melodifestivalen 2023 teil. Sekelius konnte sich als Zweite des ersten Teilwettbewerbs mit dem Lied Rhythm of My Show für das Finale des Melodifestivalen qualifizieren. Im Finale platzierte sie sich mit 20 Punkten auf dem letzten Platz.

## Auszeichnungen
- 2022: Rockbjörnen, Nominierung in der Kategorie „Durchbruch des Jahres“[12]
- 2022: QX Gaygala, „LGBTQ-Person des Jahres“

## Diskografie

### Singles
| Jahr | Titel Album         | Höchstplatzierung, Gesamtwochen, AuszeichnungChartsChartplatzierungen (Jahr, Titel, Album, Platzierungen, Wochen, Auszeichnungen, Anmerkungen) | Anmerkungen                                                              |
| Jahr | Titel Album         | SE | Anmerkungen                                                              |
| ---- | ------------------- | --- | ------------------------------------------------------------------------ |
| 2017 | Awakening –         | SE89 (1 Wo.)SE | Erstveröffentlichung: 10. Februar 2017                                   |
| 2022 | My Way –            | SE9 (11 Wo.)SE | Erstveröffentlichung: 12. Februar 2022 Beitrag zum Melodifestivalen 2022 |
| 2023 | Rhythm of My Show – | SE19 (5 Wo.)SE | Erstveröffentlichung: 25. Februar 2023 Beitrag zum Melodifestivalen 2023 |

Weitere Singles
- 2017: One More in the Crowd
- 2018: Christmas Lights
- 2022: What a Shame
- 2022: Crying on Christmas